# Lucía Herrera
Lucía Herrera Cueva (Gijón, 1975) es una directora, guionista, productora de cine y jurista española especializada en propiedad intelectual y gestión cultural. Desde 2016 es directora de antena de la Radiotelevisión del Principado de Asturias. 

## Biografía
Lucía Herrera nace en Gijón. Licenciada en Derecho y Ciencias del Trabajo por la Universidad de Oviedo en 2002 realizó un posgrado en Derechos de la Propiedad Intelectual por la Universidad Pompeu Fabra de Barcelona, obtiene el Premio de fin de carrera en el año 2002. Posteriormente estudió Comunicación Audiovisual en la Universidad Abierta de Cataluña. 
Entró en el cine de la mano de Juan Luis Ruiz vinculándose como asesora jurídica y con la codirección de diferentes proyectos.
Tras colaborar en varios proyectos, asume la codirección de las siguientes películas de no ficción junto a Juan Luis Ruiz como director de fotografía: Lluvina (2002) su primera película documental sobre Asturias, las cuencas, la mina y la gente que allí vive sus raíces que recibió varios premios. Le sigue Medrana (2004), El balagar (2005), Cinco deos (2006). L'escaezu Recuerdos del 37 (2008), Los Fugaos (2009) y Memorias de nuestras abuelas (2011).  
Herrera defiende el dominio público y creó su primer largometraje de ficción con licencia Creative Commons: en lugar de tener todos los derechos reservados, - señala-  permite su uso público siempre que se cite el autor. Cambiar los conceptos prefijados tiene que ver con la innovación. Subir al cielo (2012), codirigida con Juan Luis Ruiz, es una historia de tres mujeres  Murias (Rosalía Reguero), Lois (Verónica Castro), Deva (Mónica Vacas) y Longrey (Enrique Gutiérrez)  que buscan encauzar su vida y que reflexionan sobre la maternidad, el paso del tiempo y la identidad. La película fue rodada íntegramente en Asturias con más de 30 localizaciones exteriores que ahonda en las relaciones personales desde la perspectiva intergenaricional. El presupuesto de la película fue minimalista sin contar con ayudas públicas.
En 2006 ingresa por oposición a la Radiotelevisión del Principado de Asturias en el área de producción. Es jefa de producción de programas de 2009 a 2016 y desde entonces es directora de antena de la RTPA.

## Filmografía
| Año  | Película                           | Género                  |
| ---- | ---------------------------------- | ----------------------- |
| 2012 | Subir al cielo                     | largometraje de ficción |
| 2011 | Memorias de nuestras abuelas       | largometraje documental |
| 2009 | Los Fugaos. Historias del silencio | largometraje documental |
| 2008 | Cinco deos nel desiertu            | cortometraje documental |
| 2008 | L’Escaezu. Recuerdos del 37        | largometraje documental |
| 2005 | El Balagar                         | videopoema              |
| 2004 | Medrana                            | largometraje documental |
| 2002 | Lluvina                            | mediometraje documental |

## Premios
- Premio al documental Lluvina  del II Festival Internacional INCUNA en el año 2003 y Mención Especial por su originalidad en el tratamiento visual del Patrimonio Industrial
- Premio al documental Lluvina en el Festival de Cine Asturiano de Lluvina, año 2006.[9]